# Sven-Erik Jönsson
Sven-Erik Jönsson   (Höganäs, 18 de juny de 1960), conegut com a Jösse, és un expilot d'enduro suec, quatre vegades Campió d'Europa, dues vegades Campió del Món i múltiple Campió de Suècia. A banda, guanyà quatre vegades el Trofeu als ISDE formant part de l'equip suec.
Entre altres èxits destacats, Jönsson guanyà la Päijänteen ympäriajo quatre vegades i la Novemberkåsan sis, malgrat els problemes de mareig nocturns.